# Nevadaturkooisblauwtje
Het Nevadaturkooisblauwtje (Polyommatus golgus) is een vlinder uit de familie Lycaenidae (kleine pages, vuurvlinders en blauwtjes).
De waardplant van het Nevadaturkooisblauwtje is Anthyllis vulneraria pseudoarundana, een ondersoort van wondklaver. De overwintering vindt plaats als rups. De verpopping vindt vervolgens plaats in juni. De vliegtijd is vervolgens in juni en juli.
De soort komt alleen voor in de Sierra Nevada en de Sierra de la Sagra in Spanje. De vlinder vliegt op hoogtes van 1900 tot 3000 meter boven zeeniveau.